# Sulfona

Estructura del grupo sulfonilo.

Una sulfona es un compuesto químico que contiene un grupo funcional sulfonilo unido a dos átomos de carbono. El átomo de azufre central está unido mediante enlace doble a dos átomos de oxígeno y tiene dos sustituyentes hidrocarbonados. La fórmula estructural general es R-S(=O)(=O)-R' donde R y R' son los grupos orgánicos.
Frecuentemente, los sulfuros son las materias primas para las sulfonas por oxidación orgánica a través de la formación de un intermediario sulfóxido. Por ejemplo, el sulfuro de dimetilo se oxida a dimetilsulfóxido y luego a dimetilsulfona.
En la reacción de Ramberg-Bäcklund y la olefinación de Julia, las sulfonas son convertidas en alquenos.
Ejemplo de sulfonas incluyen a la dapsona, una droga formalmente usada como un antibiótico para tratar la lepra, dermatitis herpetiforme, tuberculosis, o pneumocistis pneumonia (PCP).
- Datos: Q411193
- Multimedia: Sulfones / Q411193